# Ихтиология
- Сверху: Китовая акула и Paedocypris progenetica
- Снизу: Речная минога

Ихтиология (от др.-греч. ἰχθύς [ихтю́с], [ихти́с] — «рыба»; λόγος [ло́гос] — «слово») — раздел зоологии, посвященный всестороннему изучению круглоротых и рыб.
Основные разделы ихтиологии те же, что и у зоологии в целом: систематика, филогенетика, анатомия, физиология, экология, биогеография, однако предметом их приложения выступают в данном случае конкретно круглоротые и рыбы. Традиционно значительное место в ихтиологии занимает изучение промысловых видов круглоротых и рыб, в том числе и с целью их искусственного разведения.

## Общества
- American Fisheries Society
- American Society of Ichthyologists and Herpetologists
- Neotropical Ichthyological Association
- North American Native Fishes Association (NANFA, основана в 1972 году).

## Институты
- Всероссийский научно-исследовательский институт рыбного хозяйства и океанографии
- Полярный научно-исследовательский институт морского рыбного хозяйства и океанографии имени Н. М. Книповича (ПИНРО)
- Тихоокеанский научно-исследовательский рыбохозяйственный центр (в 1934—1995 — институт)
- КамчатНИРО (Камчатский научно-исследовательский институт рыбного хозяйства и океанографии)
- Дальневосточный институт биологии моря РАН
- Институт биологии внутренних вод РАН
- Мурманский морской биологический институт РАН
- Институт биологии южных морей имени А. О. Ковалевского
- Институт гидробиологии НАН Украины
- Зоологический институт РАН
- Азовский научно-исследовательский институт рыбного хозяйства (АзНИИРХ)

## Известные ихтиологи
См. категорию «Ихтиологи»

## Журналы
- Вопросы ихтиологии (с 1953)
- Рыбное хозяйство (с 1920)
- Copeia (1913-)  Архивная копия от 6 августа 2021 на Wayback Machine
- Cybium (Revue internationale d’ichtyologie Société française d’ichtyologie, 1977-)
- Journal of Applied Ichthyology
- Japanese Journal of Ichthyology (Токио, с 1950)